# Pathhead (Midlothian)
Pour les articles homonymes, voir Pathhead.
Pathhead est un village dans le Midlothian, en Écosse.